# Casal d'Aragó-Urgell
La llista de comtes d'Urgell del Casal d'Aragó-Urgell o Casal d'Urgell-Aragó compren els sobirans del comtat d'Urgell des de Jaume I d'Urgell, fundador del Casal d'Aragó-Urgell l'any 1328 en què és nomenat comte d'Urgell per herència del seu pare i rei d'Aragó; Alfons el Benigne fins a Jaume II d'Urgell que fou desposseït dels seus títols l'any 1413 després que fou aspirant a la successió a la mort del rei Martí, no fou escollit en el Compromís de Casp, i fou escollit en el seu lloc el que seria Ferran I d'Antequera. Aquest resultat provocà la revolta del comte d'Urgell, que acabà amb el setge de la seva seu al castell Formós de Balaguer, on acabà rendint-se el 31 d'octubre del 1413. Processat i condemnat, tots els seus béns foren confiscats i malvenuts, així com els de la família i la seva germana Elionor d'Urgell. Va romandre empresonat en múltiples localitzacions fins que, finalment, va ser conduït al castell de Xàtiva, on va morir el 1433 amb sospites d'haver estat assassinat a la presó. Això suposà la fi de la dinastia d'Aragó-Urgell i també el fi del comtat d'Urgell que fou integrat a la Corona d'Aragó.
La dinastia del Casal d'Aragó-Urgell té origen en el Casal de Barcelona essent-ne una branca menor, quart fill d'Alfons el Benigne.
La casa comtal del Casal d'Aragó-Urgell fou una dinastia bastant important al Principat de Catalunya. Fou la més rica de la Corona catalanoaragonesa, ara sí, per davant del Casal de Barcelona i, per tant, davant el rei. Especialment el comte Jaume II d'Urgell, considerat l'home més ric de Catalunya i Aragó.

## Comtes del Casal d'Aragó-Urgell
| Nom                                                    | Període   | Relació              | Sepultura                         | Nota                                                                    | Escut del Casal Aragó-Urgell |
| ------------------------------------------------------ | --------- | -------------------- | --------------------------------- | ----------------------------------------------------------------------- | ---------------------------- |
| Alfons el Benigne Casal de Barcelona fundador dinastia | 1314-1328 | Marit de l'anterior  | Enterrat a la Seu Vella de Lleida | Rei d'Aragó i comte de Barcelona. El comtat es manté independent.       |                              |
| Jaume I d'Urgell                                       | 1328-1347 | Fill de l'anterior   | Segurament Barcelona              | Inici del Casal Aragó-Urgell (Anomenat Jaume I d'Urgell)                |                              |
| Cecília I de Comenge                                   | 1347      | Muller de l'anterior |                                   |                                                                         |                              |
| Pere II d'Urgell                                       | 1347-1408 | Fill de l'anterior   |                                   |                                                                         |                              |
| Jaume II d'Urgell el Dissortat                         | 1408-1413 | Fill de l'anterior   | Mort al castell de Xàtiva         | Fi del comtat i, per tant, del Casal Aragó-Urgell. Annexió a la corona. |                              |

A la mort sense descendència del rei Martí l'Humà (1410), el comte Jaume d'Urgell, besnet d'Alfons el Benigne, fou un dels aspirants a la Corona. Ara bé, el 1412 al Compromís de Casp, es proclamà rei d'Aragó - Catalunya - València el príncep castellà Ferran de Castella i d'Aragó, dit el d'Antequera (que passà a anomenar-se Ferran I d'Aragó, 1412 - 1416), qui, per línia materna, era net de Pere el Cerimoniós i nebot de Martí l'Humà. El 1413, Jaume d'Urgell es rebel·là contra Ferran d'Antequera; dominada la revolta del comte d'Urgell, el rei desposseí Jaume de tots els seus dominis, i el condemnà a presó perpètua. Aleshores, el comtat d'Urgell s'incorporà als dominis de la Corona.

## Altres línies del Casal
Quan els diversos comtes mencionats anteriorment tenien més d'un fill, aquest també era de la dinastia. En foren alguns rellevants:
- Fills de Jaume I d'Urgell:
  - la infanta Elisabet d'Urgell, tercera esposa d'Hug I de Cardona (Hug Folc I de Cardona)
- Fills de Pere II d'Urgell
  - l'infant Tadeu d'Urgell, mort jove
  - la infanta Beatriu d'Urgell, morta jove
  - la infanta Elionor d'Urgell (1378-1430), infanta d'Urgell que es retirà a fer vida eremítica a l'eremita de Montblanc
  - la infanta Cecília d'Urgell (1379-1460), casada el 1409 amb Bernat IV de Cabrera
  - l'infant Pere d'Urgell, mort jove; amb 18 anys (1390-1408)
  - l'infant Joan d'Urgell (1396-1410), baró d'Entença i d'Antilló
  - la infanta Isabel d'Urgell (?-1434), monja de Sixena
- Fills de Jaume II d'Urgell Escut d'Armes d'Elisabet d'Urgell

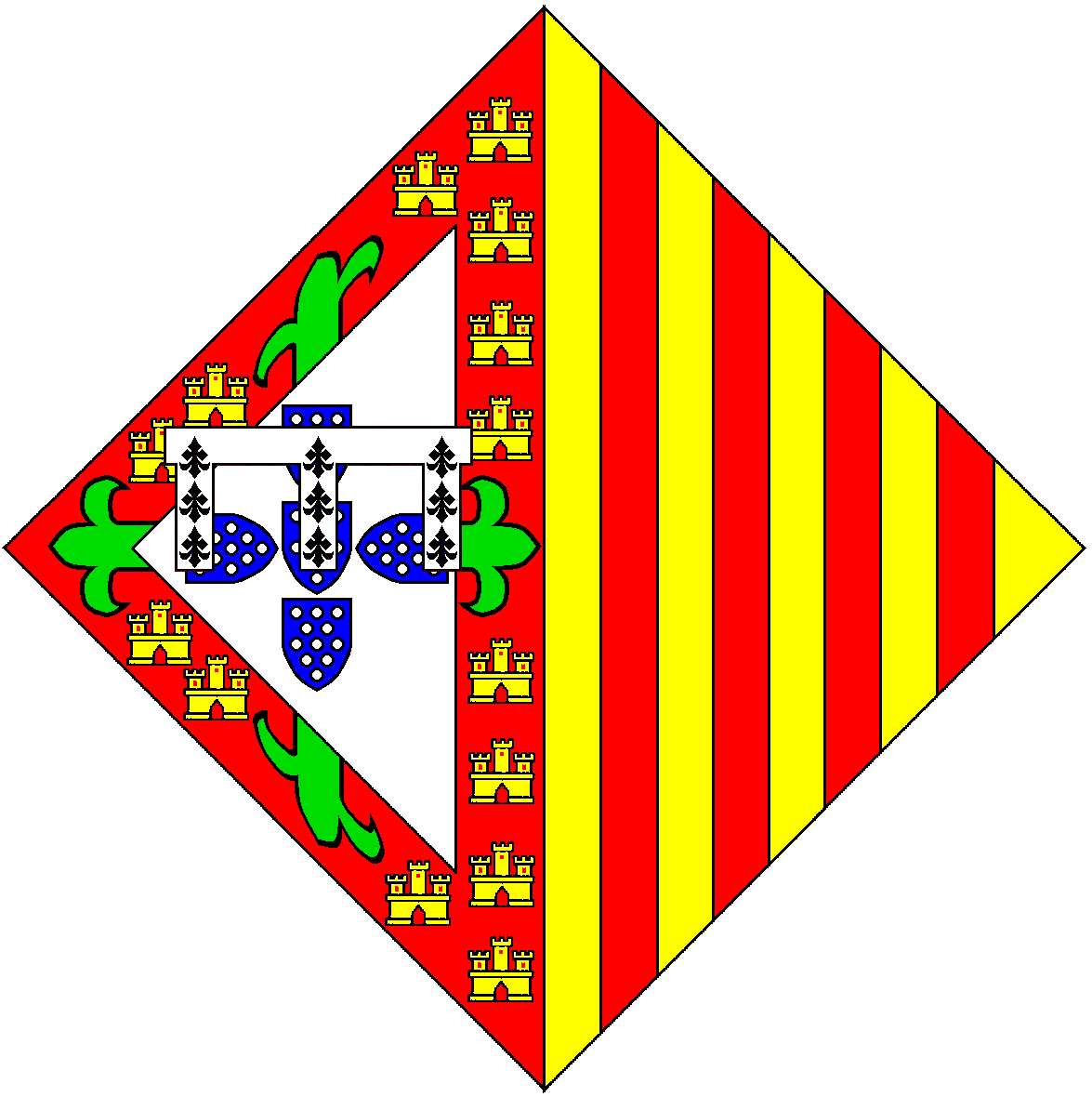
Escut d'Armes d'Elisabet d'Urgell

  - la infanta Elisabet d'Urgell (1409-1430), casada el 1428 amb Pere de Portugal, duc de Coïmbra. En ser la filla primogènita (el seu únic germà baró, Felip, va morir jove) havia de ser l'hereva del comtat d'Urgell. El comtat, però, va ser eliminat per Ferran d'Antequera en ser proclamat rei d'Aragó.
  - la infanta Elionor d'Urgell (v 1410-d 1460), casada el 1438 amb Raimondo Orsini, comte de Nola (Campània, Itàlia)
  - la infanta Joana d'Urgell (1415-1445), casada el 1435 amb Joan I de Foix i el 1445 amb Joan Ramon Folc III de Cardona
  - l'infant Felip d'Urgell (?-v 1422), morí jove
  - la infanta Caterina d'Urgell (?-v 1424), morí jove

## Fi del Casal

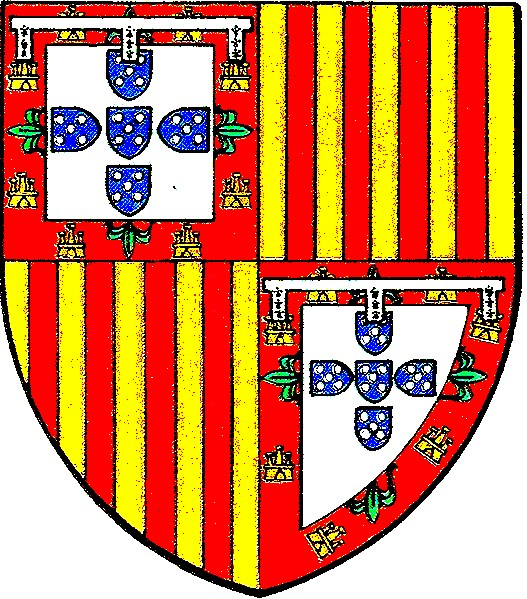
Escut d'Armes de la família Coïmbra-Urgell. Escut quarterat en creu, on podem veure al segon i tercer quarter els pals de la casa reial catalana, i al primer i quart quarter les armes reials portugueses que utilitzaven els Avís

Jaume II d'Urgell no va tenir cap fill baró que arribes a la majoria d'edat, l'únic baro; Felip morí jove. Per tant, Elisabet d'Urgell hauria estat la comtessa d'Urgell. Amb ella però, al ésser una dona, s'extingeix el Casal d'Aragó-Urgell (al igual que amb la resta de les seves germanes), ja que els seus fills adopten la dinastia del pare.
Elisabet d'Urgell es casà amb Pere de Coïmbra que fou, segons les fonts, un autèntic matrimoni d'amor, i en nasqueren set fills:
Aquesta unió dona inici a la Família de Coïmbra-Urgell o bé Avis-Urgell. Fins i tot se'ls anomenà de Portugal.
- Pere de Coïmbra i d'Urgell (1429-1466), també dit Pere el Conestable de Portugal o Pere d'Avís i d'Aragó, fou infant de Portugal i, arran de la Guerra Civil catalana, esdevingué el rei Pere V d'Aragó, Pere IV de Catalunya i Pere III de València, del 1464 fins a la seua mort.
- Joan de Coïmbra i d'Urgell (1431-1457), príncep d'Antioquia i infant de Portugal, casat el 1456 amb la reina Carlota de Xipre.
- Isabel de Coïmbra i d'Urgell (1432-1455), també dita Isabel d'Avís i d'Aragó o Isabel de Portugal, infanta i reina de Portugal en casar-se amb el seu cosí, el rei Alfons V de Portugal. Morí poc després d'haver tingut el seu fill i futur rei João II de Portugal (1455-1495).
- Jaume de Coïmbra i d'Urgell (1433-1459), també dit Jaume d'Avís o infant Jaume de Portugal, cardenal i arquebisbe de Lisboa.
- Beatriu de Coïmbra i d'Urgell (1435-1462), infanta de Portugal, s'esposà amb Adolf de Clèveris, senyor de Ravenstein.
- Felipa de Coïmbra i d'Urgell (1437-1497), infanta de Portugal. Amb la mort de sa germana Isabel, tingué cura de l'educació de Joan II de Portugal i de la germana Joana, fent-los-hi de mare. S'ha identificat com la segona muller de Cristòfor Colom.

### Escuts personals
| Escuts d'armes personals      | Escuts d'armes personals | Escut genèric de la família Coïmbra-Urgell |
| ----------------------------- | ------------------------ | ------------------------------------------ |
| Elisabet d'Urgell             |                          |                                            |
| Joan de Coïmbra i d'Urgell    |                          |                                            |
| Jaume de Coïmbra i d'Urgell   |                          |                                            |
| Beatriu de Coïmbra i d'Urgell |                          |                                            |